# Антоновское (Ярославская область)
Антоновское — деревня, существовавшая в Тутаевском районе Ярославской области, вошедшая в состав города Тутаев.
Наиболее раннее упоминание встречается на карте Шуберта, датированной 1826—1840 годом и на карте Менде 1855—1857 года деревня Антоновская обозначена с 4 дворами. В списке населённых мест Ярославской губернии по сведениям 1859 года Антоновское — казённая деревня Романово-Борисоглебского уезда с 3 дворами и 26 жителями «при пруде».
В Списке населенных мест Ярославской губернии 1901 года Антоновское — деревня в составе Подгородно-ямского сельского общества Максимовской волости Романово-Борисоглебского уезда числилось 6 домохозяйств.